# Репняк Андрій Сергійович
Андрі́й Сергі́йович Репня́к (* 1991) — старший сержант Збройних сил України, учасник російсько-української війни.

## З життєпису
Проживає в Білоцерківському районі. Працював у сфері логістики; не мав жодного стосунку до військової служби. У серпні 2014 року добровольцем прийшов до військкомату; у третю хвилю. Потрапив у 122-й батальйон 81-ї аеромобільної бригади. У березні 2015-го — солдат.
Брав участь в обороні ДАПу і боях за Водяне. У грудні 2015 року мав демобілізуватися й повернутися додому. Але за кілька тижнів до дати демобілізації командир запропонував йому підписати контракт та продовжити службу. Андрій не зміг відмовитися.

## Нагороди та вшанування
- Указом Президента України № 878/2019 від 4 грудня 2019 року за «особисті заслуги у зміцненні обороноздатності Української держави, мужність і самовіддані дії, виявлені у захисті державного суверенітету та територіальної цілісності України, зразкове виконання військового обов'язку» нагороджений орденом «За мужність» III ступеня[3].
- відзнака Білоцерківського району «„Хрест Доблесті“ за участь у визвольній боротьбі»[4]